# Пограбування на Бейкер-стріт
«Пограбування на Бейкер-стріт» (англ. The Bank Job) — британсько-американська кримінальна драма, трилер режисера Роджера Дональдсона, що вийшов 2008 року. У головних ролях Джейсон Стейтем, Саффрон Барроуз, стрічку створено на основі реальних подій.
Сценаристом були Дік Клемент і Єн Ла Френа, продюсером — Чарльз Ровен. Вперше фільм продемонстрували 19 лютого 2008 року в Шотландії на Кінофестивалі у Глазго. В Україні у кінопрокаті прем'єра фільму відбулась 8 травня 2008 року.

## Сюжет
Велика Британія, 1971 рік. Колишня модель Мартін Лав пропонує Террі Лезеру здійснити пограбування банку на Бейкер-стріт. Террі збирає ще чотирьох учасників у команду і вони копають тунель до сховища. Проте вони не усвідомлюють справжньої мети пограбування. Це найвідоміше пограбування банку в історії Британії, за яке нікого не було покарано і не було нічого вкрадено.

## У ролях
| Актор               | Персонаж                                   | Роль                                                                        |
| ------------------- | ------------------------------------------ | --------------------------------------------------------------------------- |
| Джейсон Стейтем     | Террі Лезер (англ. Terry Leather)          | продає автомобілі, збирає команду для пограбування банку                    |
| Саффрон Берроуз     | Мартін Лав (англ. Martine Love)            | колишня модель і дівчина Кевіна Свейна, наймає Террі для пограбування банку |
| Річард Лінтерн      | Тім Еверетт (англ. Tim Everett)            | агент МІ5, має роман з Мартін                                               |
| Джеймс Фолкнер      | Ґай Артур Сінґер (англ. Guy Arthur Singer) | аферист, учасник команди Террі                                              |
| Деніел Мейс         | Дейв Шіллінґ (англ. Dave Shilling)         | колишній порноактор, учасник команди Террі                                  |
| Стівен Кемпбелл Мур | Кевін Свейн (англ. Kevin Swain)            | друг Террі, учасник його команди                                            |
| Алкі Девід          | Бамбас (англ. Bambas)                      | механік, учасник команди Террі                                              |

## Сприйняття

### Критика
Фільм отримав позитивні відгуки: Rotten Tomatoes дав оцінку 79 % на основі 142 відгуків від критиків (середня оцінка 6,7/10) і 73 % від глядачів із середньою оцінкою 3,5/5 (252,137 голосів). Загалом на сайті фільми має позитивний рейтинг, фільму зарахований «стиглий помідор» від кінокритиків і «попкорн» від глядачів, Internet Movie Database — 7,3/10 (115 614 голосів), Metacritic — 69/100 (32 відгуки критиків) і 7,7/10 від глядачів (89 голосів). Загалом на цьому ресурсі від критиків і від глядачів фільм отримав позитивні відгуки.

### Касові збори
Під час показу у США, що почався 7 березня 2008 року, протягом першого тижня фільм показали у 1,603 кінотеатрах і він зібрав $5,935,256, що на той час дозволило йому зайняти 4 місце серед усіх тогочасних прем'єр. Фільм зібрав у прокаті у США $30,060,660, а у решті світу $34,762,136, тобто загалом $64,822,796 при бюджеті $20 млн. З продажу DVD-дисків було виручено $17,343,732.
Під час показу в Україні, що стартував 8 травня 2008 року, протягом першого тижня фільм показали у 22 кінотеатрах і він зібрав $91,355, що на той час дозволило йому зайняти 3 місце серед усіх тогочасних прем'єр. Показ протривав до 25 травня 2008 року, в Україні фільм зібрав $220,519.

### Нагороди і номінації[10]
| Рік  | Нагорода               | Категорія                     | Номінант                 | Результат |
| ---- | ---------------------- | ----------------------------- | ------------------------ | --------- |
| 2008 | Edgar Allan Poe Awards | Найкращий сценарій для фільму | Дік Клемент, Єн Ла Френа | Номінація |
| 2009 | Satellite Awards       | Найкраще DVD                  | фільм                    | Номінація |

### Виноски
1. 1 2 3  The Bank Job: Release Info (англ.). Internet Movie Database. Процитовано 18 вересня 2013.
2. 1 2  Пограбування на Бейкер-стріт. Kino-teatr.ua. Процитовано 18 вересня 2013.
3. 1 2  The Bank Job (англ.). The Numbers. Процитовано 18 вересня 2013.
4. 1 2 3  The Bank Job (англ.). Box Office Mojo. Процитовано 18 вересня 2013.
5. 1 2  The Bank Job (англ.). Internet Movie Database. Процитовано 18 вересня 2013.
6. ↑  The Bank Job (англ.). Allmovie. Процитовано 18 вересня 2013.[недоступне посилання з липня 2019]
7. ↑  Full cast and crew for The Bank Job (англ.). Internet Movie Database. Процитовано 18 вересня 2013.
8. ↑  The Bank Job (англ.). Rotten Tomatoes. Процитовано 18 вересня 2013.
9. ↑  The Bank Job (англ.). Metacritic. Процитовано 18 вересня 2013.
10. ↑  Awards for The Bank Job (англ.). Internet Movie Database. Процитовано 18 вересня 2013.